# Belarussische Futsalnationalmannschaft
Die belarussische Futsalnationalmannschaft ist eine repräsentative Auswahl belarussischer Futsalspieler. Die Mannschaft vertritt den belarussischen Fußballverband bei internationalen Begegnungen.

## Abschneiden bei Turnieren
Obwohl das belarussische Nationalteam bereits seit 1994 regelmäßig international auftritt, dauerte es bis zur Futsal-Europameisterschaft 2010, ehe die Mannschaft sich erstmals für Endrunde eines großen Turniers qualifizierte. Dort scheiterte das Team nach einer 1:9-Niederlage zum Auftakt gegen den späteren Europameister Spanien und einem 5:5-Unentschieden gegen den späteren Vizemeister Portugal in der Vorrunde.

### Futsal-Weltmeisterschaft
- 1989 bis 1992 – Teil der Sowjetunion
- 1996 bis 2016 – nicht qualifiziert

### Futsal-Europameisterschaft
- 1996 bis 2007 – nicht qualifiziert
- 2010 – Vorrunde
- 2012 bis 2018 – nicht qualifiziert